# Flodbuskskvätta
Flodbuskskvätta (Saxicola jerdoni) är en fågel i familjen flugsnappare inom ordningen tättingar.

## Utseende
Flodbuskskvätta är en 15 cm lång fågel med helsvart ovansida, inklusive stjärt och övergump, och vit undersida hos hanen. Den brunaktiga honan är lik hona grå buskskvätta men saknar tydligt ögonbrynsstreck och har längre, mer avsmalnad stjärt utan rostfärgade kanter.

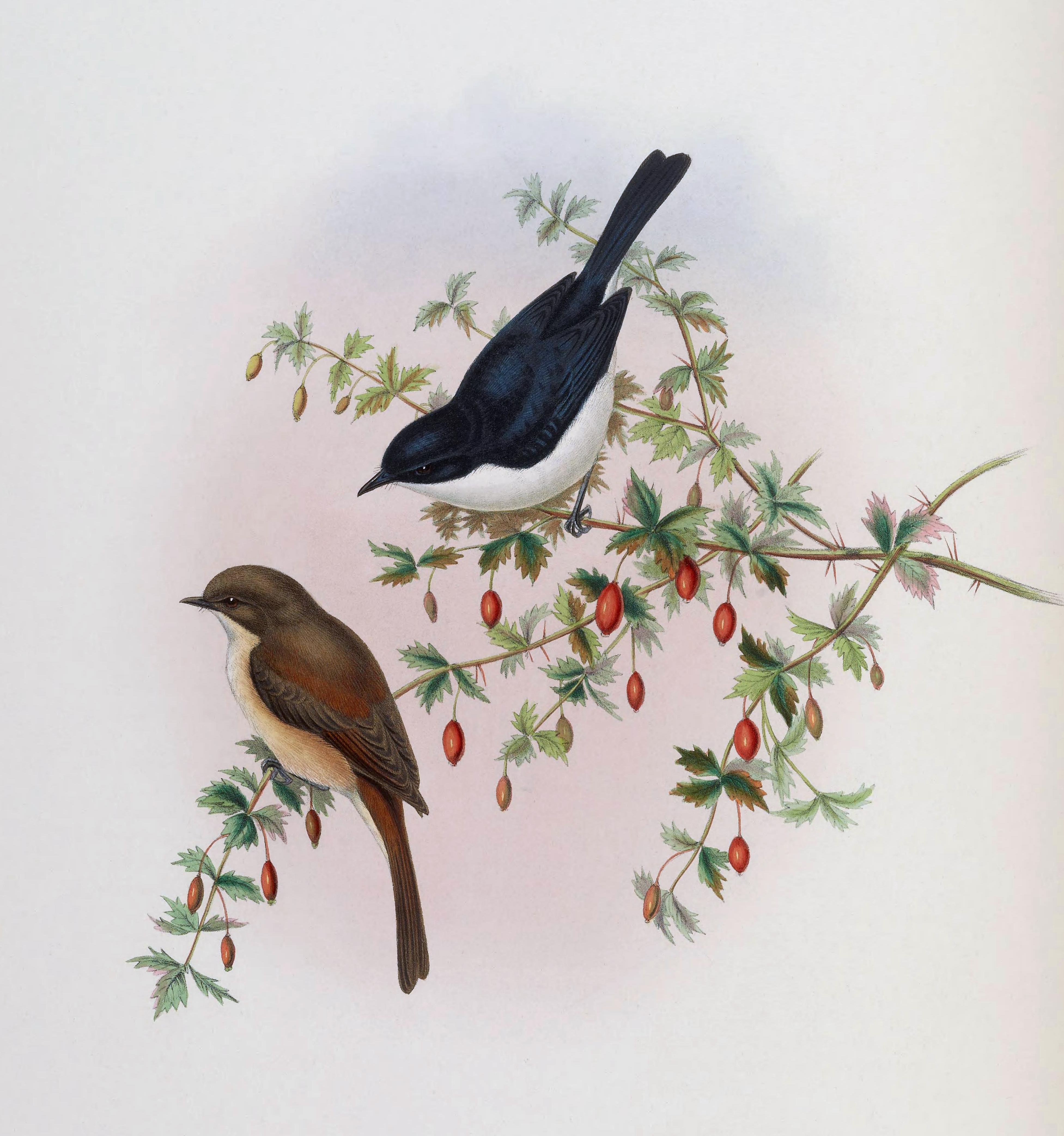

Sången är en kort och behaglig, fallande serie som avslutas i ett kurrande ljud.

## Utbredning och systematik
Fågeln förekommer från östra Indien och Bangladesh österut till sydcentrala Kina (västra Yunnan), nordöstra Laos och norra Vietnam. Den behandlas som monotypisk, det vill säga att den inte delas in i några underarter.

### Familjetillhörighet
Buskskvättorna ansågs fram tills nyligen liksom bland andra stenskvättor, stentrastar, rödstjärtar vara små trastar. DNA-studier visar dock att de är marklevande flugsnappare (Muscicapidae) och förs därför numera till den familjen.

## Levnadssätt
Flodbuskskvättan förekommer i låglänta områden och lägre bergstrakter. Den hittas huvudsakligen i öppna områden med medelhögt till högt gräs och buskage. Födan består bland annat av flygande insekter som den fångar från en synlig utkiksplats.

## Status och hot
Arten har ett stort utbredningsområde och en stor population med stabil utveckling och tros inte vara utsatt för något substantiellt hot. Utifrån dessa kriterier kategoriserar internationella naturvårdsunionen IUCN arten som livskraftig (LC).

## Namn
Fågelns vetenskapliga artnamn hedrar ornitologen Thomas Claverhill Jerdon (1811-1872). Tidigare kallades den pinonkejsarduva även på svenska, men justerades 2023 till ett mer informativt namn av BirdLife Sveriges taxonomikommitté.